# Cornelius Van Til
Cornelius Van Til (3. května 1895 Grootegast – 17. dubna 1987 Filadelfie) byl nizozemský křesťanský filozof a reformovaný teolog, věnující se zejména apologetice. Většinu života prožil v USA.
Patřil k zakladatelům Westminster Theological Seminary, kde 43 let přednášel apologetiku. Je tvůrcem tzv. předpokladové apologetiky (presuppositional apologetics).
Mezi jeho díla patří mj. šestisvazkové pojednání In Defense of the Faith (V obraně víry).